# Aposteira saurides
Aposteira saurides är en fjärilsart som beskrevs av Louis Beethoven Prout 1935. Aposteira saurides ingår i släktet Aposteira och familjen mätare. Inga underarter finns listade i Catalogue of Life.